# The Pretender
«The Pretender» es una canción y primer sencillo del álbum Echoes, Silence, Patience & Grace del grupo estadounidense Foo Fighters. El sencillo salió a la venta en iTunes Store el 8 de agosto de 2007, antes de que saliera en las tiendas de discos. Además forma parte de la banda sonora del videojuego Tony Hawk's Proving Ground. En 2008, la canción ganó el Premio Grammy a la Mejor interpretación de hard rock, y estuvo nominada a la Mejor grabación y Mejor canción de rock.
También aparece en Guitar Hero III: Legends of Rock como contenido descargable. 
La canción alcanzó la posición #1 en el Billboard Modern Rock Tracks, hasta el día de hoy, es el sencillo de Foo Fighters con más semanas consecutivas en dicha posición, con 18 semanas, fueron de manera consecutiva.

## Origen de la canción
En una entrevista con XFM, Dave Grohl explicó de forma corta el significado detrás de "The Pretender". Según él, las raíces del tema se deben a la inestabilidad política de la época:

Eso es lo que pasa con la letra: uno nunca quiere dar detalles, porque es bueno que la gente tenga su propia idea o interpretación de la canción. Pero todo el mundo ha sido puteado antes, y creo que mucha gente se siente puteado en este momento y no están recibiendo lo que se les prometió, y tiene algo que ver con todo esto.

Grohl también dijo a XFM que "The Pretender", no se había previsto inicialmente para el álbum y que todo sucedió muy rápidamente. 

Esta canción no se hizo hasta después de las sesiones. No fuimos directamente a grabar el disco con esa canción, la agregamos después de haber grabado mucho material. Antes de llegar a ese punto, no sabía si había una buena canción de apertura o no. Por lo tanto, después de que lo grabamos, pensé, oh, esto es perfecto, tenemos la canción para abrir el disco, y se convirtió en la canción favorita de todos...Es el tipo de canción que espero ansioso para abrir los shows. Hicimos esta canción juntos en, no sé, un día, mientras que en muchas de las otras canciones trabajamos por semanas".

## Vídeo musical
El videoclip fue dirigido por Sam Brown. Al comienzo se encienden las luces de techo de un garaje con piso blanco con instrumentos y un enorme cubo rojo hecho de slime. Mientras tanto Dave Grohl se acerca y toma una guitarra y se posiciona en el lugar del micrófono. Luego vienen los otros integrantes de la banda y toman sus instrumentos. En ese momento aparece un policial que tiene el número 21 que comienza a prepararse, y a medida que avanza la canción llegan más oficiales, se muestra en un paneo a todos los oficiales que están a los costados del número 21 hasta llegar del lado izquierdo y derecho al número "01". Lo que hace suponer que hay la misma cantidad de policías de ambos lados, en total de 41. Durante una parte tranquila en la canción, el vídeo pasa a cámara lenta y se ve como los policías se dirigen corriendo hacia la banda. De repente (al terminar la parte lenta de la canción), la pantalla de slime rojo estalla y derriba a todos los oficiales. Al final del vídeo, Dave Grohl tira su guitarra al suelo y en un primer plano se le muestra cansado con el pelo mojado en su rostro.

## Versiones
- La banda estadounidense de hard rock Cherri Bomb realizó su versión incluida en el EP Stark editado en 2011.[3]
- En 2012, Infected Mushroom incluyó su versión en el álbum Army of Mushrooms.[4]
- También en 2012, la banda húngara de groove metal Ektomorf grabó su versión incluida en su octavo álbum Black Flag.[5]
- En 2014, la banda italiana Roy Paci & Aretuska realizó su versión del género ska.[6]
- En 2016, la banda mexicana The Warning realizó un cover. Destaca porque una sola guitarrista hace la voz principal y las tres guitarras de la canción.

## Lista de canciones
- Sencillo en CD[7]

1. «The Pretender»
2. «If Ever»

- Maxi Sencillo[8]

1. «The Pretender» – 4:31
2. «Come Alive» (versión demo) – 5:31
3. «If Ever» – 4:15
4. «Monkey Wrench» (En vivo en el Hyde Park) – 5:35

- Vinilo de 7" pulgadas[9]

1. «The Pretender»
2. «Bangin»

## Posicionamiento en listas y certificaciones
| Listas (2007–08)                        | Mejor posición |
| --------------------------------------- | -------------- |
| Alemania (Media Control AG)             | 72             |
| Australia (ARIA)                        | 10             |
| Austria (Ö3 Austria Top 40)             | 46             |
| Bélgica (Ultratop 50 flamenca)          | 26             |
| Bélgica (Ultratip valona)               | 13             |
| Canadá (Hot 100)                        | 15             |
| Dinamarca (Tracklisten)                 | 25             |
| Estados Unidos (Billboard Hot 100)      | 37             |
| Estados Unidos (Modern Rock Tracks)     | 1              |
| Estados Unidos (Mainstream Rock Tracks) | 1              |
| Irlanda (IRMA)                          | 11             |
| Noruega (VG-lista)                      | 3              |
| Nueva Zelanda (Recorded Music NZ)       | 9              |
| Reino Unido (UK Singles Chart)          | 8              |
| Países Bajos (Mega Single Top 100)      | 39             |
| Suecia (Sverigetopplistan)              | 11             |
| Suiza (Schweizer Hitparade)             | 61             |

| País           | Organismo certificador | Certificación | Ventas  | Ref.   |
| -------------- | ---------------------- | ------------- | ------- | ------ |
| Australia      | ARIA                   | Oro           | 35 000  | [ 24 ] |
| Canadá         | Music Canada           | Platino       | 80 000  | [ 25 ] |
| Estados Unidos | RIAA                   | Oro           | 500 000 | [ 26 ] |
| Nueva Zelanda  | RMNZ                   | Oro           | 7500    | [ 27 ] |
| Reino Unido    | BPI                    | Plata         | 200 000 | [ 28 ] |

## Sucesión en listas
| Anterior: «Paralyzer» de Finger Eleven         | Modern Rock Tracks — Sencillo Nro 1 1 de septiembre de 2007 — 4 de enero de 2008       | Siguiente: «Fake It» de Seether |
| Anterior: «Never Too Late» de Three Days Grace | Mainstream Rock Tracks — Sencillo Nro 1 6 de octubre de 2007 — 16 de noviembre de 2007 | Siguiente: «Fake It» de Seether |